# لاري شينودا
لاري شينودا (بالإنجليزية: Larry Shinoda)‏ هو مصمم سيارات ومصمم أمريكي، ولد في 25 مارس 1930 في لوس أنجلوس في الولايات المتحدة، وتوفي بنفس المكان في 13 نوفمبر 1997 بسبب قصور كلوي.